# 4-я Озренская лёгкая пехотная бригада
4-я Озренская лёгкая пехотная бригада (серб. Четврта озренска лака пјешадијска бригада) — пехотная бригада Войска Республики Сербской, состоявшая в 1-м Краинском корпусе. Базировалась в селе Возуча общины Завидовичи. По предварительным данным, потеряла 300 человек убитыми за время Боснийской войны.

## Боевой путь
1 ноября 1993 года командование Войска Республики Сербской провело реорганизацию воинских частей в общине Завидовичи для подготовки к отражению последующих наступлений АРБиГ. В ходе реорганизации была образована 4-я Озренская лёгкая пехотная бригада (она же Возучская бригада) на основе трёх пехотных батальонов. Штаб располагался в селе Возуча. В зону ответственности входила община Завидовичи, а с 13 октября 1995 года и часть общины Градачац (ранее контролируемая 43-й Приедорской моторизованной бригадой).
За успешную оборону в долине реки Кривой в конце 1995 года 4-я Озренская бригада была награждена медалью Петра Мрконича.

### Битва за Возучу
С июля по сентябрь 1995 года 4-я Озренская бригада участвовала в обороне Возучи: части АРБиГ пытались выдавить сербов с местечек Сребреница и Жепа, а также открыть коридор для атаки Добой. Несмотря на сопротивление, 4-я Озренская бригада не смогла удержать Возучу. Части АРБиГ, усиленные моджахедами и отрядами радикальных исламистов, не только взяли Возучу, но и истребили раненых и пленных, заставив сербов бежать со своих земель.

## Состав
4-я Озренская лёгкая пехотная бригада насчитывала 1200 человек, разделённых по ротам на линии фронта 30 км, в том числе при наличии 5-6 км заминированного участка Царина — Каменик. В состав бригады входили:
- 1-й пехотный батальон (командир Негомир Негомирович)[1]
- 2-й пехотный батальон (командир Младен Савич)[1]
- 3-й пехотный батальон (командир Зденко Станкович)[1]
- Штурмовой батальон (командир Зоран Благоевич)[1]
- Разведывательно-диверсионный взвод «Шубаре», командир Станко Пейич[1]
- Разведывательно-диверсионный взвод «Швабе», командир Драган Трипунович[4]
- Разведывательно-диверсионный взвод «Лозна», командир Зоран Петкович[3]